# Río Bayas
El río Bayas (en euskera Baia) es un río del norte de España que nace en la vertiente sur del monte Gorbea, en la provincia de Álava, y desemboca en el Ebro en Miranda de Ebro, Burgos. Sus principales afluentes son los ríos Ugalde, Badillo y Añana.

## Etimología
Su nombre deriva probablemente de Ibaia que significa "el río" en lengua vasca tal y como indicó Koldo Mitxelena.

## Curso
En su recorrido el Bayas atraviesa los municipios alaveses de Zuya, Urcabustaiz, Cuartango, Ribera Alta y Ribera Baja. Su tramo final es en Miranda de Ebro (provincia de Burgos), donde desemboca en el río Ebro tras pasar cerca del barrio homónimo de esta localidad.
En los meses de verano, a la altura del pueblo de Pobes (Ribera Alta) es muy habitual que desaparezca filtrado entre las predominantes rocas de esa zona del lecho y aparezca más tarde, aunque nunca seco y siempre con caudal a la altura de Rivabellosa.
Aparece descrito en el cuarto volumen del Diccionario geográfico-estadístico-histórico de España y sus posesiones de Ultramar de Pascual Madoz con las siguientes palabras:

BAYAS: r. en la prov. de Alava, el cual tiene origen en las vertientes meridionales de la famosa sierra Gorbea, ayunt. de Zuya, part. jud. de Amurrio, engrosado con varios arroyos que se le incorporan hasta el l. de Abornicano (ayunt. de Urcabustaiz), atraviesa aquel valle de N. á S.; despues el de Cuartango (part. jud. de Añana), dejando á la izq. los pueblos de Sarriá, Vitoriano, Luquiano, Anda y Catadiano, y a la der. los de Amezaga, la Ferraria de la Encontrada y Sendiano; entra luego por medio de las v. de Subijana y Morillas, por el mojon de Anucita (ayunt. de la Ribera alta), y continuando su curso de N. á S. baña las pobl. de Hereña, Igai, Ribabellosa, Quintanilla que deja á la izq., y las de Pobes, San Pelayo y Villabezana á la der., y corriendo hasta los lím. de la prov. confluye en el r. Ebro (V.), mas adelante del l. de Bayas, que le da nombre, (part. jud. de Miranda de Ebro, prov. de Burgos.) Sus aguas dan impulso á distintos molinos harineros, y crian mucha pesca, especialmente truchas asalmonadas. Tiene 7 puentes, uno de ellos muy ant. de 3 arcos y 12 varas de elevacion.
(Madoz, 1846, p. 79)

## Ecología
El estado de las aguas de este río es malo, más en cuanto se acerca a la desembocadura, especialmente ya en Rivabellosa y Miranda.